# Llocnou d'En Fenollet
Llocnou d'En Fenollet è un comune spagnolo situato nella comunità autonoma Valenciana.